# La Costa WCT 1975
Il La Costa WCT 1975 è stato un torneo di tennis giocato sul cemento. È stata la 3ª edizione del torneo che fa parte del World Championship Tennis 1975. Si è giocato a La Costa negli Stati Uniti dal 17 febbraio al 23 febbraio 1975.

## Campioni

### Singolare maschile
Rod Laver ha battuto in finale  Allan Stone con il punteggio di 6–2, 6–2

### Doppio maschile
Brian Gottfried /  Raúl Ramírez hanno battuto in finale  Charlie Pasarell /  Roscoe Tanner con il punteggio di 7–5, 6–4